# Oswald Martin Watts
Oswald Martin Watts, FRAS, FIN (18 de março de 1901 - 1 de novembro de 1985) foi um mestre marinheiro e autor náutico que fundou a empresa de equipamentos de navios e corretora de iates Captain O. M. Watts.

## Juventude e família
Oswald Watts nasceu em Streatham em 18 de março de 1901, filho de Alfred Ernest Watts, um revisor oficial de contas, e de sua esposa Lilian.

## Carreira
Watts foi um mestre marinheiro e autor náutico que fundou empresa de equipamentos de navios e corretora de iates Captain O. M. Watts. Durante a Segunda Guerra Mundial e antes, Watts treinou um grande número de marinheiros para o certificado de Mestre de Iate (Coastal). Ele também era um designer de iates.

## Vida pessoal e morte
Watts viveu em Norbury, Londres, SW16 e morreu em 1 de novembro de 1985.
Watts foi comodoro do City Livery Yacht Club de 1966 a 1980.